# Buckhorn (metrostation)
Buckhorn is een metrostation in het stadsdeel Volksdorf van de Duitse stad Hamburg. Het station werd geopend op 1 februari 1925 en wordt bediend door lijn U1 van de metro van Hamburg.